# Stará Ves (kraj ołomuniecki)
Stará Ves  – gmina w Czechach w powiecie Przerów w kraju ołomunieckim.
Pierwsza wzmianka o miejscowości pochodzi z 1261 roku, gdy król Przemysł Ottokar II przekazał te tereny biskupowi ołomunieckiemu Brunowi za wierną służbę. W miejscowości jest 236 domów.